# 福岛大学经济短期大学部
福岛大学经济短期大学部（日语：／ Fukushima Daigaku Keizai Tanki Daigakubu *），简称福大经短，是過去一所位于日本福岛县福岛市的国立短期大学，於1984年停辦。

## 概要

### 简介
- 短期大学成立于1952年[1]、由福岛大学经营。招生到1977年[2]、停办于1984年[3][2]。

### 历史
- 1952年 福岛大学经济短期大学部成立并同时设置经营学科第二部[1]。
- 1977年 招生最后[2]。
- 1984年 今年停办[3][2]。

## 学校环境
- 校区：在了福岛县福岛市

## 历任校长
- 阿部久次：第一代短期大学校长[4]。
- 伊藤巳喜夫：最后短期大学校长[3]。

## 组织

### 学科
- 经营学科

### 专科
| - 没有 |

### 业余课程
| - 没有 |

## 相关链接
- 日本短期大学列表
- 福岛大学